# デミディウ (キーウ州)
デミディウ (ウクライナ語: Демидів) は、ウクライナ・キーウ州のヴィーシュホロド地区（ラヨン）の村である。ウクライナの最も古い村の一つで1026年に成立している。村はキーウ貯水池に近いKizka川がイルピン川に合流する地点に位置している。

## 歴史

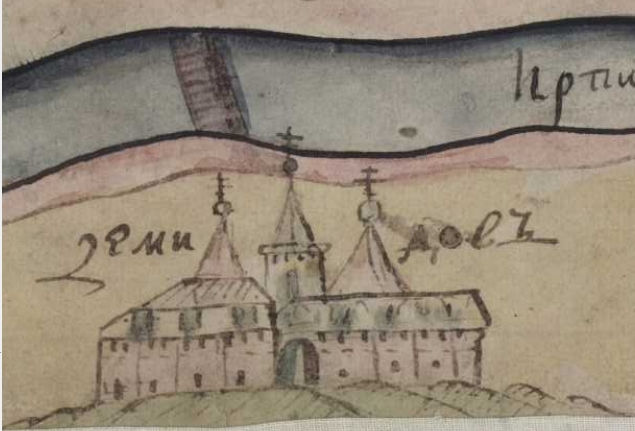
18世紀の地図に記されたデミディウ村

デミディウが最初に史料に登場したのは1026年だった。

## 自己犠牲で首都キーウを救った村
2022年2月24日に始まったロシアのウクライナ侵攻では、侵攻直後の2月末、キーウ貯水池を堰き止めるダムが決壊し、村は2カ月以上に渡って洪水に見舞われた。
ウクライナの首都キーウの中心まで車で一時間ほどの距離にあり、ロシア軍の進撃を阻むためイルピン川にかけられた橋はウクライナ軍によって破壊された。
さらにウクライナ軍はキーウ近郊の貯水ダムの止水壁を爆破、数百万リットルの水がイルピン川に流れ込み、氾濫した。
これによって発生した洪水により村は浸水したがロシア軍戦車の前進が阻止され、ウクライナ軍は防衛を準備するための貴重な時間を稼いだ。またデミディウ村からキーウに前進出来なくなったロシア軍は進行方向を変え、後に残虐な虐殺が起こったブチャ方面に向かった。